# خوان جبريل فالفيردي
خوان جبريل فالفيردي (بالإسبانية: Juan Gabriel Valverde) هو لاعب كرة قدم بوليفي، ولد في 24 يونيو 1990 في سانتا كروز دي لا سييرا في بوليفيا. لعب مع نادي بلومينغ.

## وصلات خارجية
- خوان جبريل فالفيردي على موقع قاعدة بيانات كرة القدم.إي يو (الإنجليزية)
- خوان جبريل فالفيردي على موقع ناشيونال فوتبول تيمز (الإنجليزية)
- خوان جبريل فالفيردي على موقع Soccerway.com (الإنجليزية)
- خوان جبريل فالفيردي على موقع عالم كرة القدم.نت (الإنجليزية)
- خوان جبريل فالفيردي على موقع AS.com (الإسبانية)